# Berava
Berava är ett vattendrag i Kroatien. Det ligger i den östra delen av landet, 230 km öster om huvudstaden Zagreb.